# Johann V. (Portugal)

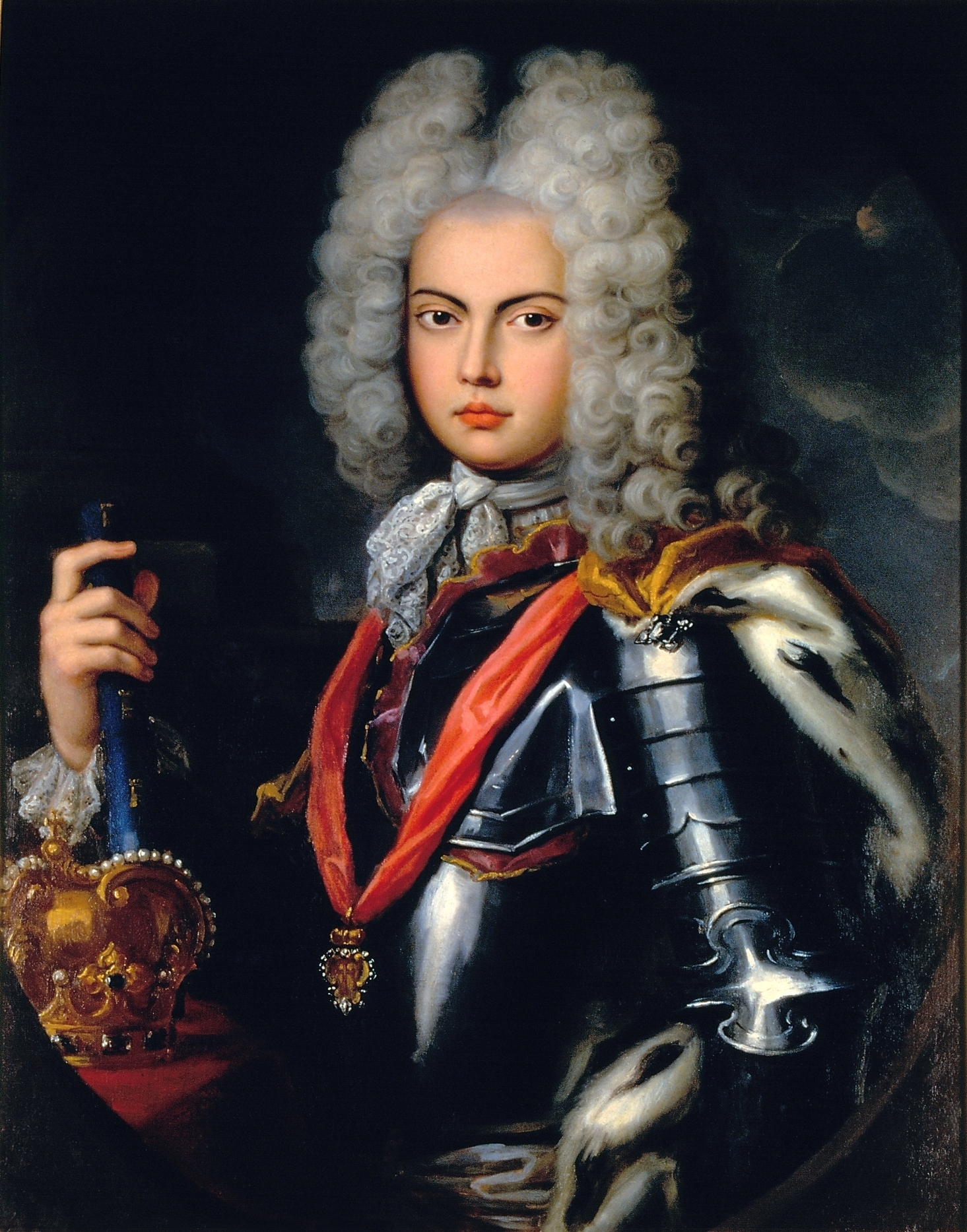
König Johann V. von Portugal (Gemälde von Pompeo Batoni)

Johann V. (portugiesisch João, voller Name Dom João Francisco António José Bento Bernardo de Bragança) (* 22. Oktober 1689 in Lissabon; † 31. Juli 1750 ebenda), genannt „der Großherzige“ (o Magnânimo), war König von Portugal von 1706 bis 1750. Er entstammte dem Haus Braganza.

## Frühe Jahre

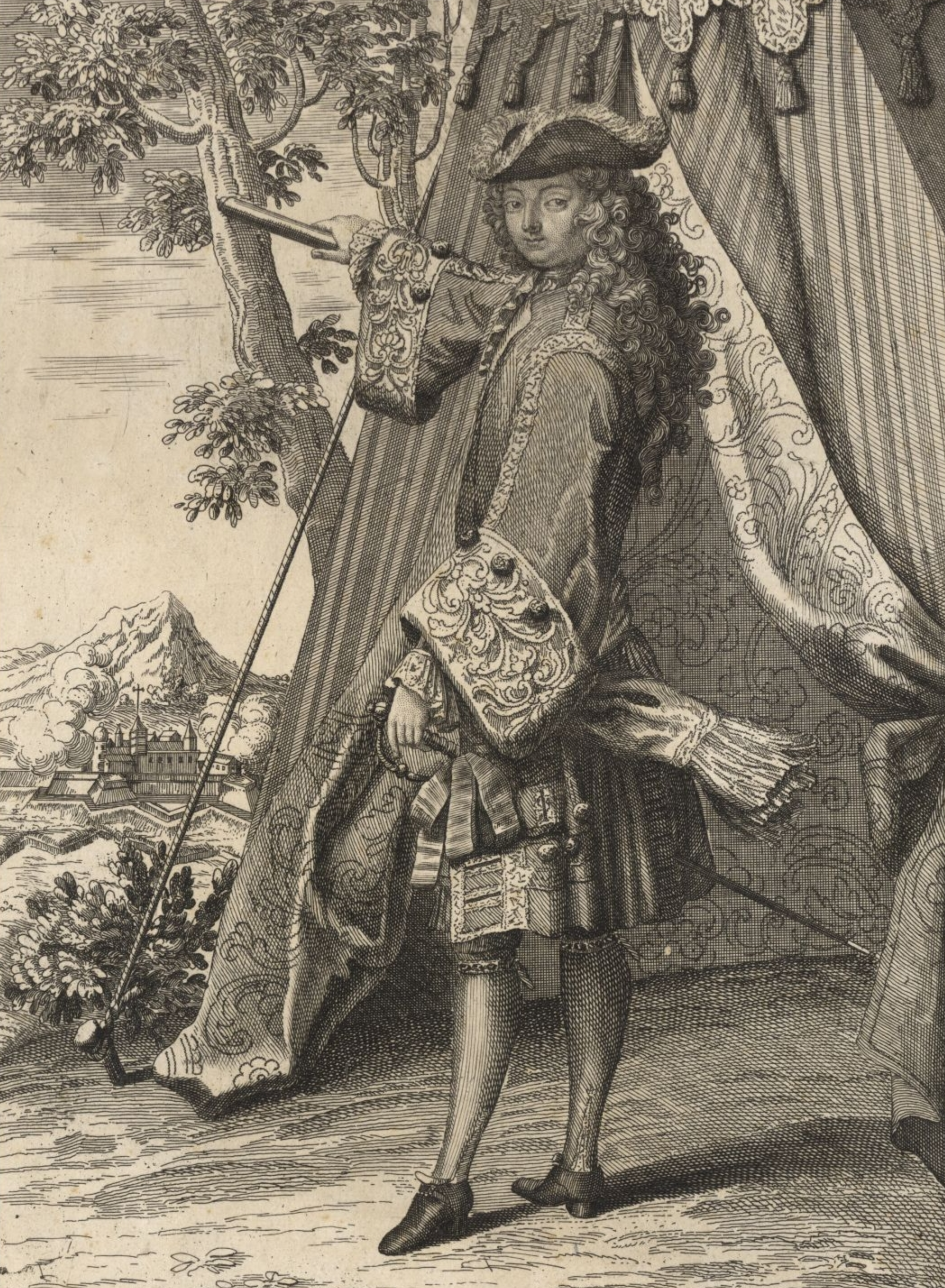
Johann, Prinz von Brasilien, ältester Sohn Peters II. Berey, 1706

Johann wurde am 22. Oktober 1689 im Ribeira-Palast in Lissabon als Sohn von König Peter II. und Königin Marie Sophie von der Pfalz geboren. Er wurde am 19. November in der Kapelle des Königspalastes getauft und erhielt den vollständigen Namen João Francisco António José Bento Bernardo. Johann war nicht der erste Sohn seines Vaters. Er hatte einen älteren Bruder, Johann, der ein Jahr vor seiner Geburt starb. Daher waren die Cortes überglücklich, einen neuen männlichen Erben für das Königreich begrüßen zu dürfen.
Bei seiner Taufe erhielt Johann nicht die traditionellen Titel des Erben des portugiesischen Throns, Prinz von Brasilien und Herzog von Braganza, sondern lediglich Infant von Portugal, den Titel aller Königskinder. Dies war als Zeichen des Respekts für seinen älteren Bruder gedacht, der erst wenige Monate zuvor verstorben war.

### Erziehung
Johann genoss eine umfangreiche Erziehung, umgeben von einigen der brillantesten Köpfe Europas zu dieser Zeit. Die Cortes stimmten zu, dass Johanns Erziehung im Kindesalter ausschließlich von Frauen geleitet werden sollte – ein Brauch des portugiesischen Hofes und Adels. Johanns Gouvernante (die später die Gouvernante aller Söhne Peters II. wurde) war Maria de Lencastre, die Marquise von Unhão, die diese Position vor allem wegen ihrer Schönheit und ihres Status als wegen ihrer Eignung als Kinderbetreuerin erhielt.
Die Politik von Johanns Vater machte den portugiesischen Hof reich, die Volkswirtschaft stabil und das königliche Militär stark. Dies ermöglichte Johann eine abwechslungsreiche und interessante Kindheit. Als Kind stand er unter der Anleitung und dem starken Einfluss der Jesuiten Francisco da Cruz, João Seco und Luís Gonzaga. Pater Luís Gonzaga war für die Erziehung aller Kinder von König Peter verantwortlich. Er unterrichtete sie in militärischer Ausbildung, Politik, Astronomie, Nautik, Mathematik und Geschichte. Als der Prinz aufwuchs, wurde er von Luís da Cunha, einem prominenten portugiesischen Diplomaten, in politischen Angelegenheiten betreut.

### Mündigkeit

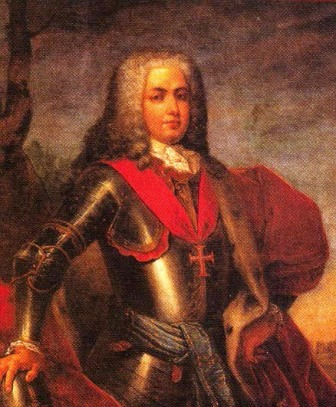
Johann, Herzog von Braganza; ca. 1706, ungefähr 17 Jahre alt.

Als Johann sieben Jahre alt war, stellte sein Vater fest, dass seine ältesten Söhne in den Grundfächern ausreichend ausgebildet waren, und beschloss, die Aufsicht über ihren Unterricht selbst zu übernehmen, obwohl sein Interesse sie zu betreuen schnell nachließ. Dies wurde offiziell, als er und sein Bruder Francisco, Herzog von Beja, am 7. April 1696 in den Christusorden aufgenommen wurden. Später in diesem Jahr beschloss der König schließlich, Johann die Titel eines königlichen Erben, des Prinzen von Brasilien und Herzogs von Braganza, zu verleihen. Am 1. Dezember 1696, am Jahrestag des portugiesischen Restaurationskrieges von 1640, fand eine große Zeremonie statt, in die Johann mit seinen Titeln feierlich versehen wurde. Die Zeremonie beinhaltete das Umhängen eines großen Hermelinmantels aus rotem Samt sowie das Schmücken seiner Person mit verschiedenen Juwelen und königlichen Insignien.
Etwas mehr als einen Monat vor Johanns zehntem Geburtstag im Jahr 1699 starb seine Mutter, Königin Marie Sophie, im Alter von 33 Jahren. Dies führte dazu, dass Johann sich aus den Cortes zurückzog und für viele Monate in Depressionen versank. Katharina von Braganza, seine Tante, übernahmen dann die Kontrolle über seine Ausbildung. Sie wohnte in ihrem selbst errichteten Bemposta-Palast und blieb bis zu ihrem Tod im Jahr 1705 Johanns Hauptlehrerin und weibliches Vorbild.
Im April 1700 wurde Johann schwer krank. Es wurde angenommen, dass er seiner Krankheit erliegen wird. Aus Angst vor seinem bevorstehenden Tod bat er um die letzten Riten und gestand seine Sünden. Zu jedermanns Überraschung verbesserte sich sein Zustand und er kehrte bald zu seinem normalen Leben zurück. Seine vollständige Genesung wurde von den Cortes als Wunder angesehen.
Der Tod von Johanns Schwester Teresa Maria im Februar 1704 machte ihn sehr traurig. Er erschien einige Monate lang nicht vor den Cortes und entfremdete sich von seinem Vater, der Johanns jüngeren Bruder Manuel, Graf von Ourém, bevorzugte. Während dieser Zeit verbreitete sich viel Klatsch und es gab Bedenken, ob Johann sich jemals von seiner Depression erholen würde. Im Mai dieses Jahres kehrte er schließlich zum Hof zurück und versöhnte sich mit dem König. Er sagte, dass seine Saudaden für seine Schwester die Erfüllung seiner Pflicht gegenüber dem König nicht behindern würden.

## Thronfolge

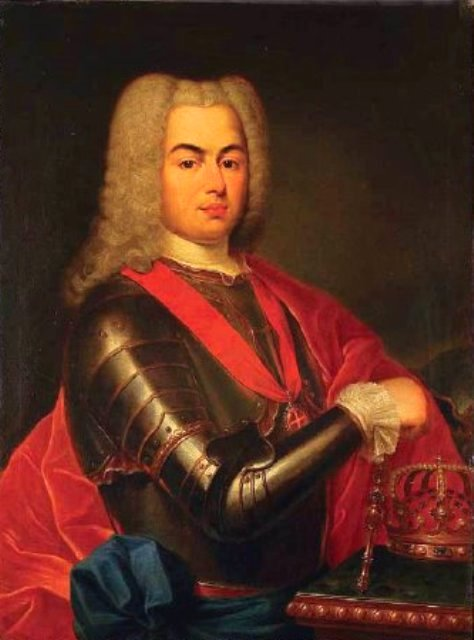
Porträt von König Johann V. mit Krone; 1707, 18 Jahre alt.

Der Gesundheitszustand Peters II. verschlechterte sich zusehends, sodass er sich Anfang Dezember 1706 in die königliche Quinta in Alcântara zurückzog. Am fünften dieses Monats bekam der König hohes Fieber. Bei einer Untersuchung stellten die Ärzte fest, dass sich sein Gesundheitszustand stark verschlechtert hatte. Am nächsten Tag rief Peter II. alle seine Kinder an sein Sterbebett und bereitete sie auf seinen bevorstehenden Tod vor. Dabei ernannte er Johann zum Regenten des Königreichs und bat alle seine Kinder, Johann zu folgen. Obwohl nun Johann als Regent das Erbe seines Vaters antrat, war der jüngste Sohn Peters II., Manuel, sein Lieblingssohn, sodass er vom König ein ganz besonderes Geschenk erhielt.

### Krönung
König Peter II. starb bald darauf am 9. Dezember 1706 im Schlaf. Nach seinem Tod wurde der Ribeira-Palast für die Trauer neu hergerichtet. An der Fassade in Richtung Terreiro do Paço wurden zu diesem Zweck große schwarze Banner an die Fenster gehängt. Die Vorbereitungen für Johanns Krönung bereits seit einem Monat im vollen Gange und sobald es die Zeit erlaubte, wurde der königliche Palast neu hergerichtet. Die schwarzen Banner wurden durch rote ersetzt, und im gesamten Palast wurden Obstkränze aufgehängt.
Am Tag der Krönung von Johann, dem 1. Januar 1707, wurde sein neuer Thron auf den Balkon des Torre do Rei (Turm des Königs) des Ribeira-Palastes aufgestellt. Speziell angefertigte Wandteppiche, die die Allegorien von Gerechtigkeit und Klugheit veranschaulichen, wurden hoch über dem Terreiro do Paço aufgehängt, um die Öffentlichkeit daran zu erinnern, dass dies die Eigenschaften waren, die ihr König haben würde. Sobald Johann sich auf seinen Thron setzte, wurden Kränze aus Gold um den Thron und den Balkon gelegt. Johann trug sein Kreuz des Ordens Christi und die portugiesischen Kronjuwelen neben und nicht an sich, wie es der portugiesisch königliche Brauch war.
Johann war jetzt König eines Reiches, das sich über vier Kontinente erstreckte. Er war auch das Staatsoberhaupt eines Königreichs, das sich im Krieg mit Spanien und Frankreich befand. Sein erster Regierungsakt war die Erneuerung der Mitgliedschaft Portugals in der Augsburger Allianz und die Fortsetzung des Krieges neben England und den Habsburgern. Portugal lieferte schnell mehr Truppen, um seinen Verbündeten im Krieg zu helfen. Diese neue Ebene der portugiesischen Beteiligung ermöglichte es Johanns General, António Luís de Sousa, Marquis von Minas, am 28. Juni 1706 Madrid zu erobern. Der König verlor bald das Interesse an dem Krieg, da er sich um dringendere Angelegenheiten kümmern musste.

### Hochzeit

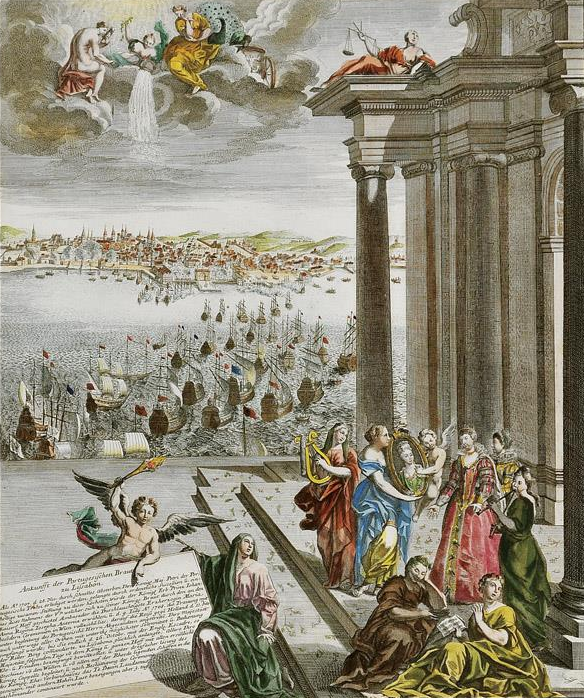
Die Ankunft von Maria Anna von Österreich in Lissabon; Gottfried Stein, ca. 1708.

Zeit seines Lebens hatte Peter II. daran gearbeitet, Johann eine Ehe mit einer österreichischen Erzherzogin zu sichern, um Portugals Bündnis mit den Habsburgern aufrechtzuerhalten. Johann setzte diese Verhandlungen fort und es gelang ihm schließlich, einen Vertrag auszuhandeln. Am 27. Juni 1707 unterzeichnete Fernão Teles da Silva, Graf von Vilar Maior, einen Ehevertrag mit dem Kaiser des Heiligen Römischen Reiches, Joseph I. Johann sollte die Schwester des Kaisers, die Erzherzogin Maria Anna von Österreich, ehelichen. Der Vertrag setzte auch die Mitgift der Erzherzogin auf 100.000 Kronen fest – eine enorme Summe für die damalige Zeit.
Die Armada, die Portugal sandte, um Maria Anna aus den Niederlanden nach Lissabon zu eskortieren, traf am 26. Oktober 1708 in der Mündung des Tejo ein. Das Flaggschiff, in dem Maria Anna reiste, legte an den Docks des privaten Gartens des Ribeira-Palastes an. Hier warteten Johann und eine Gruppe der reichsten und mächtigsten Adligen des Königreichs bereits auf sie – an diesem Ort traf er Maria Anna zum ersten Mal. Die Hochzeitsfeierlichkeiten dauerten bis zum 27. Dezember und fielen sehr üppig und kostspielig aus.
Bis Ende 1710 gab es noch keinen Thronfolger, obwohl Johann und Maria Anna schon zwei Jahre verheiratet waren. Die Cortes begannen schon, die Zukunft des Hauses Braganza in Frage zu stellen. Anfang 1711 traf sich der König mit dem Franziskanerkardinal Nuno da Cunha e Ataíde, dem Hochinquisitor der portugiesischen Inquisition. Dieser versicherte ihm, wenn er Gott versprach, ein Franziskanerkloster in Mafra zu bauen, würde Gott ihm seinen lang ersehnten Erben schenken. Johann versprach daraufhin ein Kloster zu bauen, wenn Maria Anna vor Ende 1711 schwanger werden würde. Johanns Wunsch erfüllt sich noch in diesem Jahr und am 4. Dezember 1711 brachte Maria Anna die Infantin Maria Barbara von Braganza zur Welt.
Johann und Maria Anna hatten eine glückliche Ehe, dennoch lebten sie weitgehend getrennt. Maria Anna widmete sich ihren religiösen Interessen, während Johann sich mit allem befasste, was ihm im Moment gefiel.
König Johann V. hatte während seiner Herrschaft viele Geliebte, darunter Filipa de Noronha, Paula de Odivelas, Luísa Inês Antónia Machado Monteiro, Madalena Máxima de Miranda, Inácia Rosa de Távora und Luísa Clara de Portugal.

### Nachwuchs

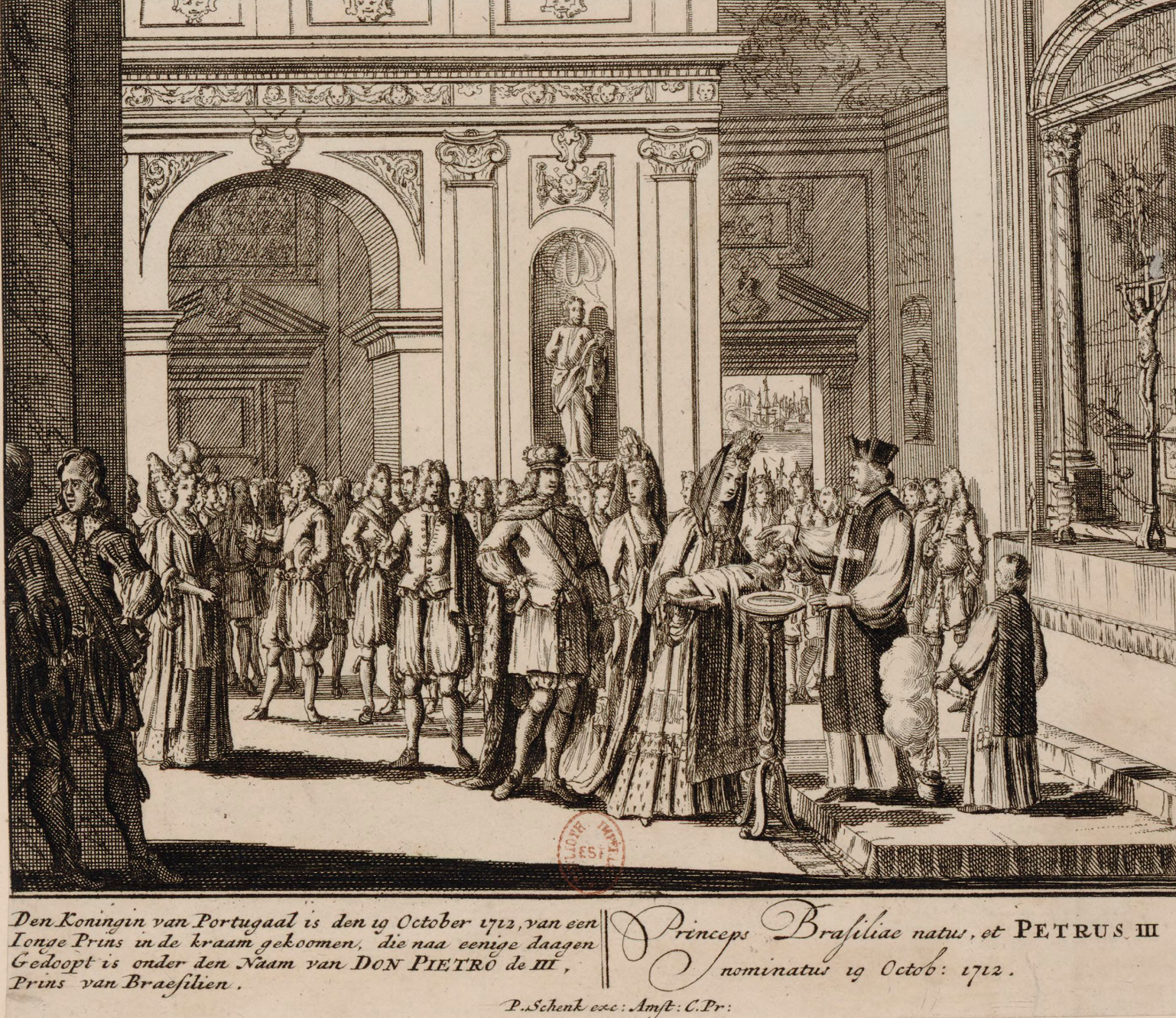
Die königliche Familie bei der Taufe von Peter, Prinz von Brasilien; German, ca. 1712.

Auf die Geburt von Maria Barbara folgte am 19. Oktober 1712 die Geburt von Peter, Prinz von Brasilien. Er starb aber bereits schon am 29. Oktober 1714. Große Trauer erfüllte daraufhin Johanns Herz, als er von seinem vorübergehenden Thronfolger Abschied nehmen musste. Getröstet wurde er durch die Geburt seines zweiten Sohns und Thronfolgers Joseph (den späteren König Joseph I.), der am 6. Juni des folgenden Jahres geboren worden war. Nach der Geburt von Prinz Joseph bekamen Johann und Maria Anna weitere drei Kinder: Carlos, geboren am 2. Mai 1716; Peter (der spätere Peter III.), geboren am 5. Juli 1717 und Alexandre, geboren am 24. September 1723. Von den letzten drei Säuglingen erreichten nur zwei das Erwachsenenalter: Carlos und Peter – doch nur Peter würde die Braganza-Linie fortsetzen.

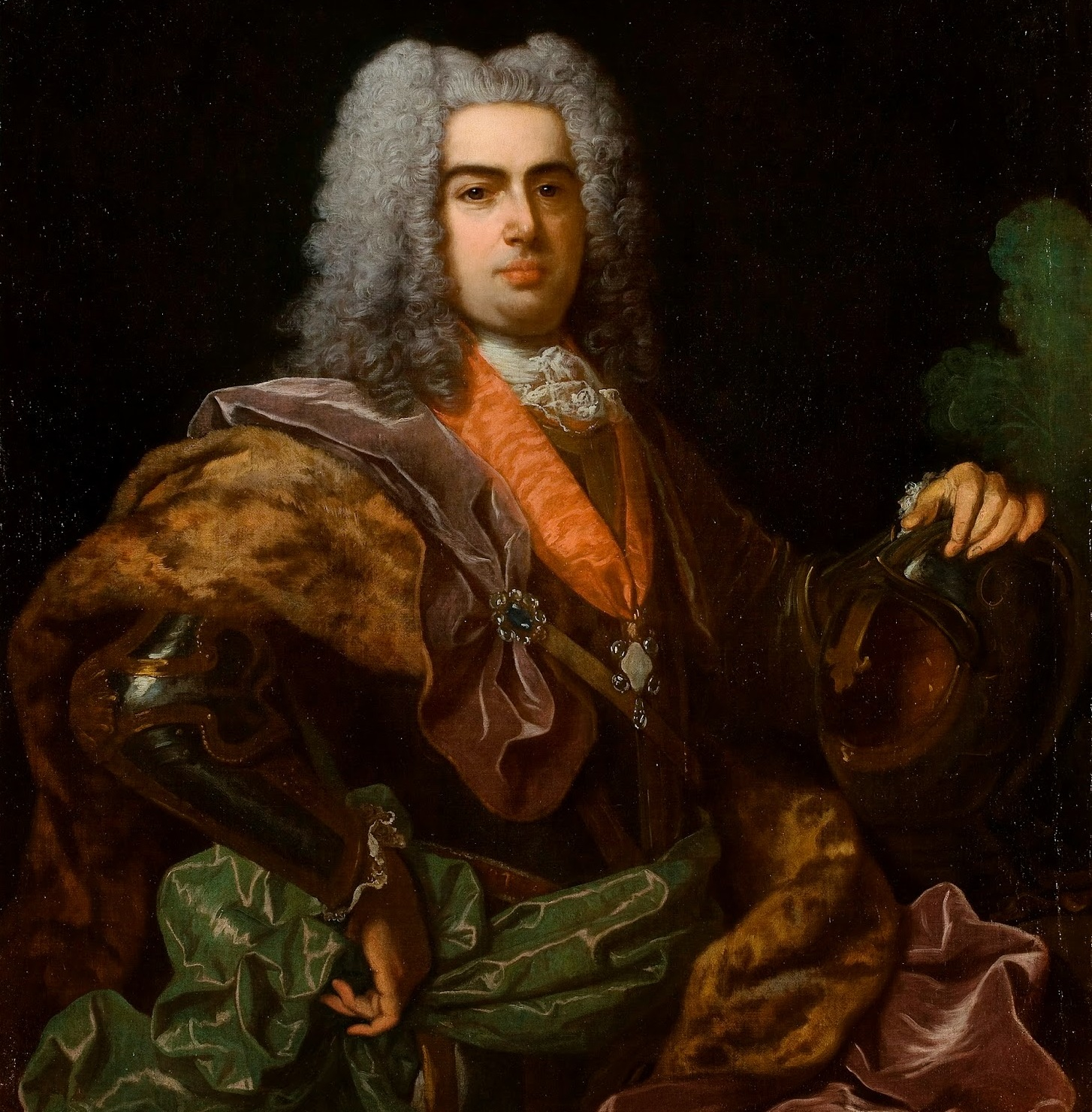
Porträt von Johannes für den Austausch der Prinzessinnen; Jean Ranc, 1729.

Johanns Kinder wurden streng erzogen. Sein Ziel war es, einen Sohn heranzuziehen, der seinen Platz als König würdig vertreten sollte, seine Tochter hingegen sollte aus strategischen und politischen Gründen auf eine Ehe mit Herrschersöhnen vorbereitet werden. Doch nur ein Teil dieses Planes konnte erreicht werden. Schon von Geburt an war die Ehe von Maria Barbara von Johann genau geplant worden. Als die Verlobung von Maria Anna Viktoria von Spanien mit Ludwig XV. von Frankreich aufgehoben wurde, sah Johann seine Chance gekommen; er schlug seine Tochter Maria Barbara als mögliche Braut für Ludwig XV. vor – diese Ehe wurde aber letztendlich abgelehnt. Johann gelang es dennoch, einen Gewinn aus der Auflösung der Verlobung zwischen Ludwig XV. und Maria Anna Viktoria zu ziehen. Er verheiratete seinen ältesten Sohn Joseph mit Maria Anna Viktoria und seine Tochter mit Maria Anna Viktorias älteren Bruder Ferdinand, Prinz von Asturien. Die Verhandlungen zwischen Portugal und Spanien begannen 1725, und vier Jahre später wurden Johanns älteste Kinder ihren zukünftigen Ehepartnern übergeben. Die Prinzessinnen Maria Barbara und Maria Anna Viktoria wurden bei einer Zeremonie ausgetauscht, die am 19. Januar 1729 am Caia-Fluss als Troca das Princesas (Austausch der Prinzessinnen) bezeichnet wurde. Prinz Joseph heiratete Maria Anna Viktoria am 19. Januar 1729 in Elvas und Maria Barbara Prinz Ferdinand am 20. Januar 1729 in Badajoz.
Keiner von Johanns drei anderen Söhnen würde in seiner Herrschaftszeit heiraten und Kinder zeugen: Alexandre starb im Alter von fünf Jahren und Carlos im Alter von zwanzig Jahren. Nur sein Sohn Peter würde lange genug leben, um eine Ehe einzugehen, die sein Vater aber nicht mehr erleben wird. Peter heiratete am 6. Juni 1760 die Tochter seines älteren Bruders König Joseph I., Prinzessin Maria Francisca, Prinzessin von Brasilien. Nach dem Tod Josephs I. wurde Maria zur Königin Maria I. von Portugal und Prinz Peter zum König Peter III., der aber nur jure uxoris König von Portugal wurde.
Johann zeugte mindestens noch vier weitere Kinder aus verschiedenen außerehelichen Verbindungen: António von Braganza (von Luísa Inês Antónia Machado Monteiro), Kaspar von Braganza, Erzbischof von Braga (von Madalena Máxima de Miranda), José von Braganza, Hochinquisitor von Portugal (von Paula de Odivelas) und Maria Rita von Braganza (von Luísa Clara de Portugal). Von seinen vier unehelichen Kindern wurden die drei Männer alle als Johanns Söhne anerkannt und nach dem Palast von Palhavã (von Luís Carlos Inácio Xavier de Meneses, dem 1. Marquis von Louriçal) als Kinder von Palhavã bezeichnet, wo sie auf Johanns Kosten lebten. Die Kinder von Palhavã erhielten eine adlige Erziehung und wurden bemerkenswerte Mitglieder des Klerus. Der Ehemann von Maria Ritas Mutter, Jorge de Meneses, versuchte, Johanns Vorgehen zu stoppen. Der König, von dieser Aktion unbeeindruckt, ließ ihn nach Spanien und dann nach England verbannen.
Dom Antonio de Braganza, Halbbruder des nächsten Königs, wurde später diplomatisch tätig, u. a. auf einer Reise in die Republik Florenz, wo er Widmungsträger der allerersten Klaviermusik von 1732 des Pistoianer Organisten Lodovico Giustini wurde, zwölf vier- und fünfteilige Sonaten mit den ersten Markierungen überhaupt für "lauter" und "leiser", Merkmale, die von den bisherigen Cembali nicht ausführbar waren. Er nahm aus der Hinterlassenschaft des Klavierentwicklers Bartolomeo Cristofori mehrere seiner Lehrlinge nach Portugal mit, wo die Klavierbauer eine eigene Tradition portugiesischer und spanischer Hammerflügel nach den Konzepten Christoforis begründeten. Am Florentiner Hof war Cristofori mittlerweile verstorben, und niemand interessierte sich weiter für den Erfolg der neuen Instrumente. Das konnte Dom Antonio ausnutzen, und der Kultur am portugiesischen Königshof die Patenschaft des neuen Instrumententyps zuführen.

## Herrschaft
Als Johann König wurde, entschied er sich, als absoluter Monarch zu herrschen. Insbesondere berief er die portugiesischen Cortes, das alte Parlament der drei Stände in Portugal, nie ein und ignorierte aktiv die Sitzungen des Staatsrates. Dennoch konsultierte er häufig einen engen Kreis gut informierter Berater und hielt wöchentlich vertrauliche Treffen mit Mitgliedern aller drei Stände ab. Diese Versammlungen zog er den größeren Sitzungen der Cortes und des Staatsrats vor, die er als inkompetent und zu aufgebläht beschrieb.

### Regierung

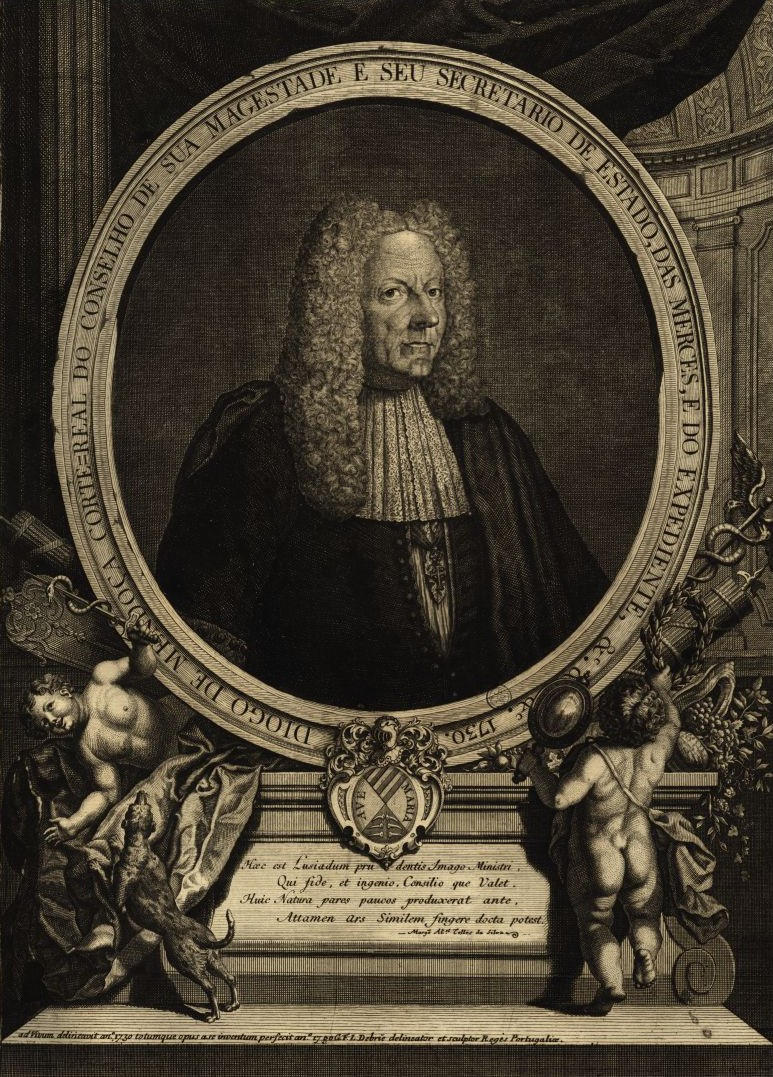
Diogo de Mendonça Corte-Real, Staatssekretär des Königreichs.

Die höchste Position in der Regierung des Königs war die des portugiesischen Staatssekretärs, was einem modernen Premierminister entspricht. Diese Position wurde immer von einem Protegé Johanns besetzt, dem bemerkenswertesten Diogo de Mendoça Corte Real, mit dem sich der König in jeder Angelegenheit in einem solchen Maße beriet, dass es oft den Anschein hatte, als sei er der einzige Minister des Königs. Als Johann König wurde, erbte er einen mächtigen und großen Staatsrat, der sich aus zahlreichen Bischöfen, Adligen und Bürokraten zusammensetzte, der während der Regierungszeit von Johanns Vater das höchste Beratungsgremium des Königs darstellte. Johanns Abneigung gegenüber Institutionen und beratende Gremien führte jedoch dazu, dass er die formelle Einberufung des Rates einstellte, was den prominenten Politiker und Diplomaten Luís da Cunha dazu veranlasste, den König als Despoten und seine Regierung als Absolutisten zu bezeichnen.
Obwohl der Staatsrat nie einberufen wurde, waren einige seiner Mitglieder dennoch enge Berater des Königs. Neben Diogo de Mendonça Corte-Real waren Kardinal João da Mota e Silva und Hochinquisitor Nuno da Cunha e Ataíde enge Berater des Königs. Obwohl er die meisten Institutionen auflöste, unterhielt Johann insbesondere die Junta der drei Stände, eine von Johanns Großvater, König Johann IV., geschaffene Regierungsjunta, die die Finanzen und die Instandhaltung von Militäreinrichtungen, die Truppenerhebung und die Besteuerung im Zusammenhang mit der Verteidigung verwaltete. Nachdem Johann während seiner Regierungszeit sowohl in Europa als auch in seinem Reich in mehrere Konflikte verwickelt war, verstand er die Notwendigkeit der Junta und wählte ihre Mitglieder sorgfältig aus, wobei er nur diejenigen auswählte, die als die sachkundigsten und kompetentesten angesehen wurden. In ähnlicher Weise unterhielt Johann den Rat des Finanzministeriums, der die Finanzen Portugals und seines Reiches, einschließlich der Steuererhebung und der Haushaltsrechnung für die Mehrheit der portugiesischen Organisationen (mit Ausnahme des Militärs), verwaltete, und übte die Autorität über die Casa da Índia, das königliche Münzamt sowie die Zollhäuser auf portugiesischem Gebiet aus.

### Europäische Beziehungen

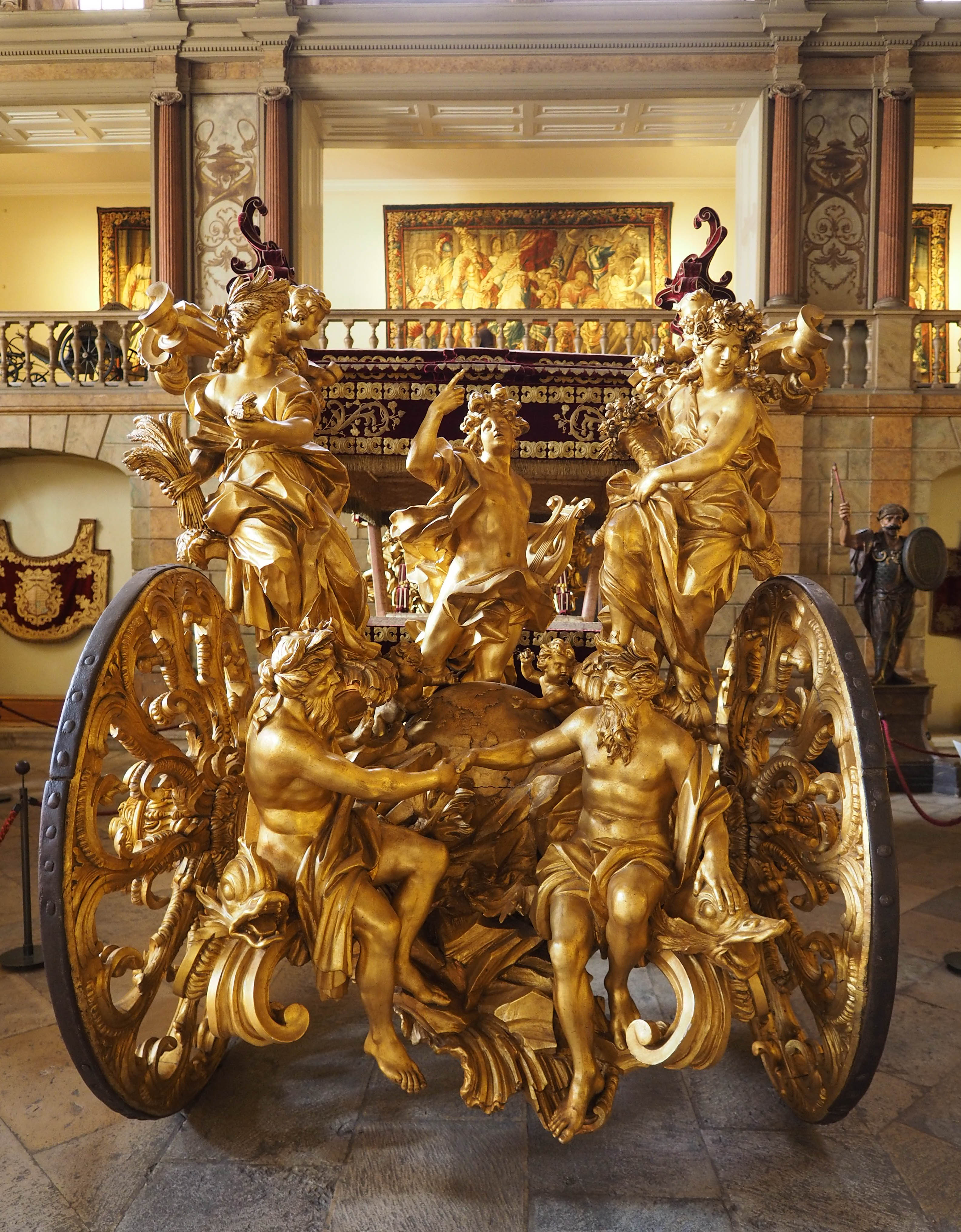
Die Coche dos Oceanos, die beim Triumphzug des portugiesischen Gesandten in Rom 1716 Verwendung fand.

Als Johann den Thron bestieg, war er in den Spanischen Erbfolgekrieg verwickelt. König Peter II. unterzeichnete 1703 den Methuenvertrag, der Portugal mit der Großen Allianz gegen das Haus Bourbon verband und es somit den Streitkräften der Großen Allianz ermöglichte, ihre Invasion aus Portugal zu starten. Nur wenige Monate nach der Thronbesteigung sah Johann, wie seine Streitkräfte in der Schlacht von Almansa überwältigend besiegt wurden, eine Niederlage, die die portugiesischen Streitkräfte in Spanien und den Ausgang des Krieges gefährdete. Die portugiesischen Streitkräfte kämpften weiter neben der Großen Allianz, bis sie am 8. November 1712 einem Waffenstillstand mit Spanien und Frankreich zustimmten. Der Krieg endete schließlich 1713 mit der Unterzeichnung des Vertrags von Utrecht, wonach Portugal die von der Bourbon-Koalition eroberten Gebiete wieder in Besitz nahm und neue Gebiete in Südamerika erwarb.
Mit dem Ende des Spanischen Erbfolgekrieges konnte Johann die Beziehungen zu den europäischen Höfen wieder aufnehmen. Sein erster großer Akt der Diplomatie war die Entsendung von Luís Manuel da Câmara, 3. Graf von Ribeira Grande, Anfang August 1715 als seinen Botschafter an den Hof Ludwigs XIV. von Frankreich. Für den triumphalen Einzug des Grafen von Ribeira Grande in Paris, der 100 Louis d’or kostete, wurden keine Kosten gescheut. Dieser sorgte bei den Parisern für großen Jubel. Obwohl König Ludwig nur einige Wochen nach der Ankunft des portugiesischen Botschafters in Frankreich starb, erlangte Johann und sein Königreich durch den extravaganten Einzug des Grafen in Paris ein neues Ansehen am französischen Hof und in ganz Europa.
Als Johann sich weiter mit der Erhöhung des Ansehens Portugals an europäischen Höfen befasste, hob der Bruder des Königs, Manuel, Graf von Ourém, den Namen Portugals in ganz Europa auf ähnliche Weise hervor. Nachdem der Graf von Ourém 1715 das Land ohne die Erlaubnis des Königs verlassen hatte, reiste er durch Europa, wohnte bei portugiesischen Botschaftern und Adligen auf dem ganzen Kontinent und verursachte eine ziemliche Fanfare. Obwohl der König unzufrieden war, dass Manuel ohne Erlaubnis das Land verlassen hatte, vergab der König seinem Bruder. Mit der Erlaubnis des Königs trat Manuel in den Dienst von Prinz Eugen von Savoyen und nahm mit ihm an der erfolgreichen Schlacht von Peterwardein teil. In den nächsten 17 Jahren reiste der Graf von Ourém als Berühmtheit und Militärheld von Hof zu Hof und wurde durch den Allianzvertrag der drei schwarzen Adler von 1732 sogar als Kandidat für den König von Polen gehandelt. Manuels Abenteuer auf dem ganzen Kontinent inspirierten mehrere literarische Werke und erlangten Berühmtheit, wodurch Portugals Prestige in den Augen Europas erhöht wurde.

### Katholische Kirche

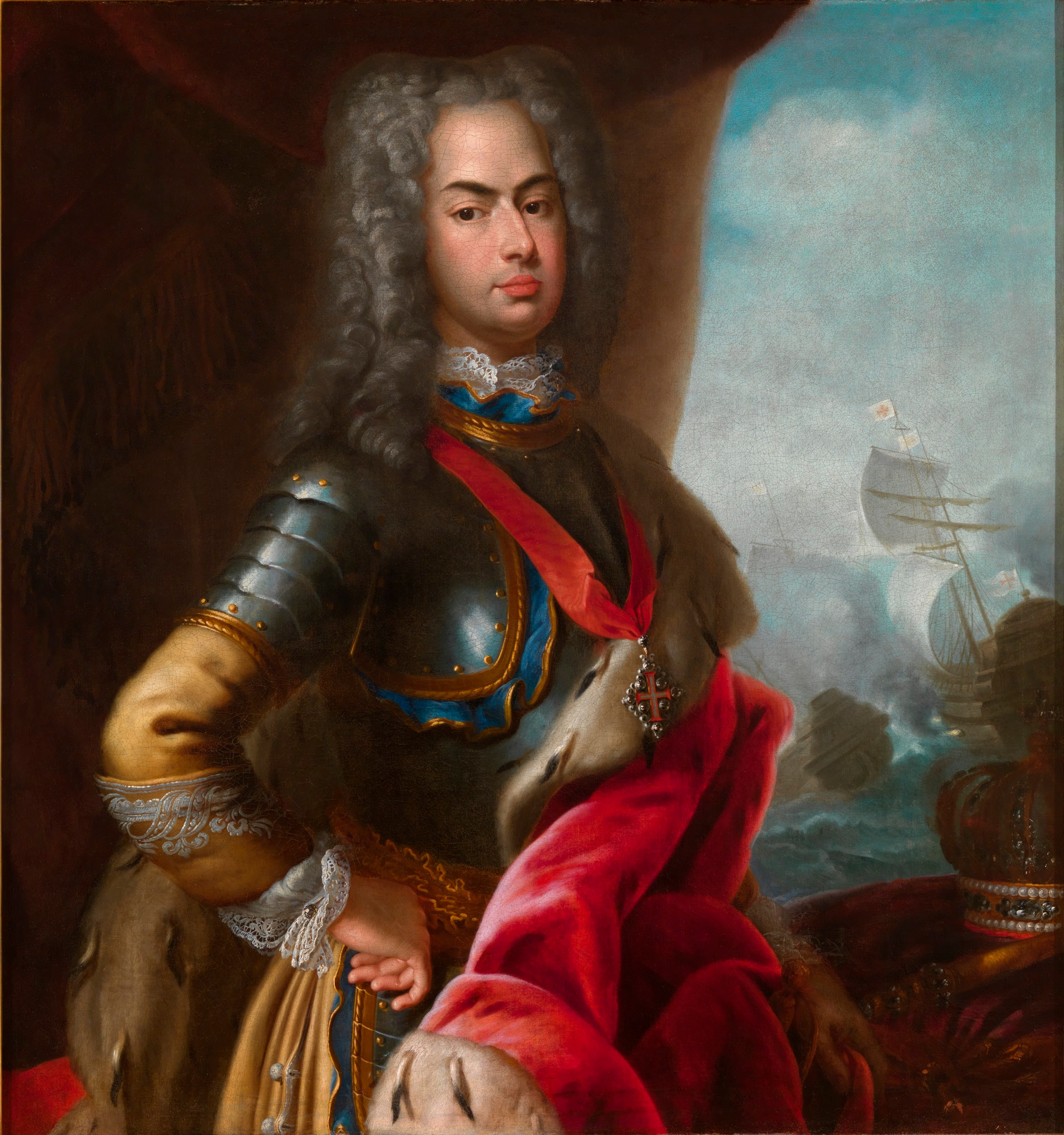
Johann V. von Portugal in der Schlacht von Matapan; Domenico Duprà, 1717.

Die Regierungszeit Johanns war durch ihre Beziehungen zu Rom und zum Papsttum gekennzeichnet. Als Mittel zur internationalen Anerkennung seiner Autorität bemühte sich der König um die Anerkennung beim Papstes als rechtmäßiger und rechtschaffener Monarch. Die Beziehungen zum ersten Papst, Clemens XI., waren aufgrund erfolgreicher gegenseitiger Vereinbarungen weitgehend erfolgreich. Als Antwort auf eine Bitte Papst Clemens’ XI. um Hilfe im Kampf gegen die Türken sandte der König 1716 eine Armada portugiesischer Schiffe, um Venedig und Österreich in ihren Konflikten mit den Türken zu unterstützen, die von seinem Bruder Francisco, Herzog von Beja, und Lopo Furtado de Mendonça, Graf von Rio Grande angeführt wurden. Im selben Jahr organisierte Johann einen formellen Triumphzugang für seinen Botschafter in Rom, Rodrigo Anes de Sá Almeida e Meneses, Marquis von Fontes. Um den Einzug am französischen Hof nachzuahmen, wurden 5.000 Cruzados für den portugiesischen Gesandten ausgegeben. Die feierliche Prozession umfasste einen Konvoi von 300 Kutschen. Das Prunkstück der Prozession war die Coche dos Oceanos, eine kunstvolle Kutsche, die in Lissabon hergestellt wurde, um den Reichtum des portugiesischen Reiches in Rom zu demonstrieren. Nachdem Papst Clemens XI. den päpstlichen Hof beeindruckt hatte, erhob er die Würde der Erzdiözese Lissabon zum Patriarchat von Lissabon und machte die portugiesische Hauptstadt neben Venedig zu einer von zwei Diözesen mit diesem Titel in Europa. Johanns Glück mit dem Papsttum und Italien würde sich im nächsten Jahr, 1717, weiter erhöhen, als die Hilfe eines portugiesischen Schiffsgeschwaders dazu beitrug, die Schlacht von Matapan im andauernden Venezianisch-Österreichischen Türkenkrieg zu gewinnen.

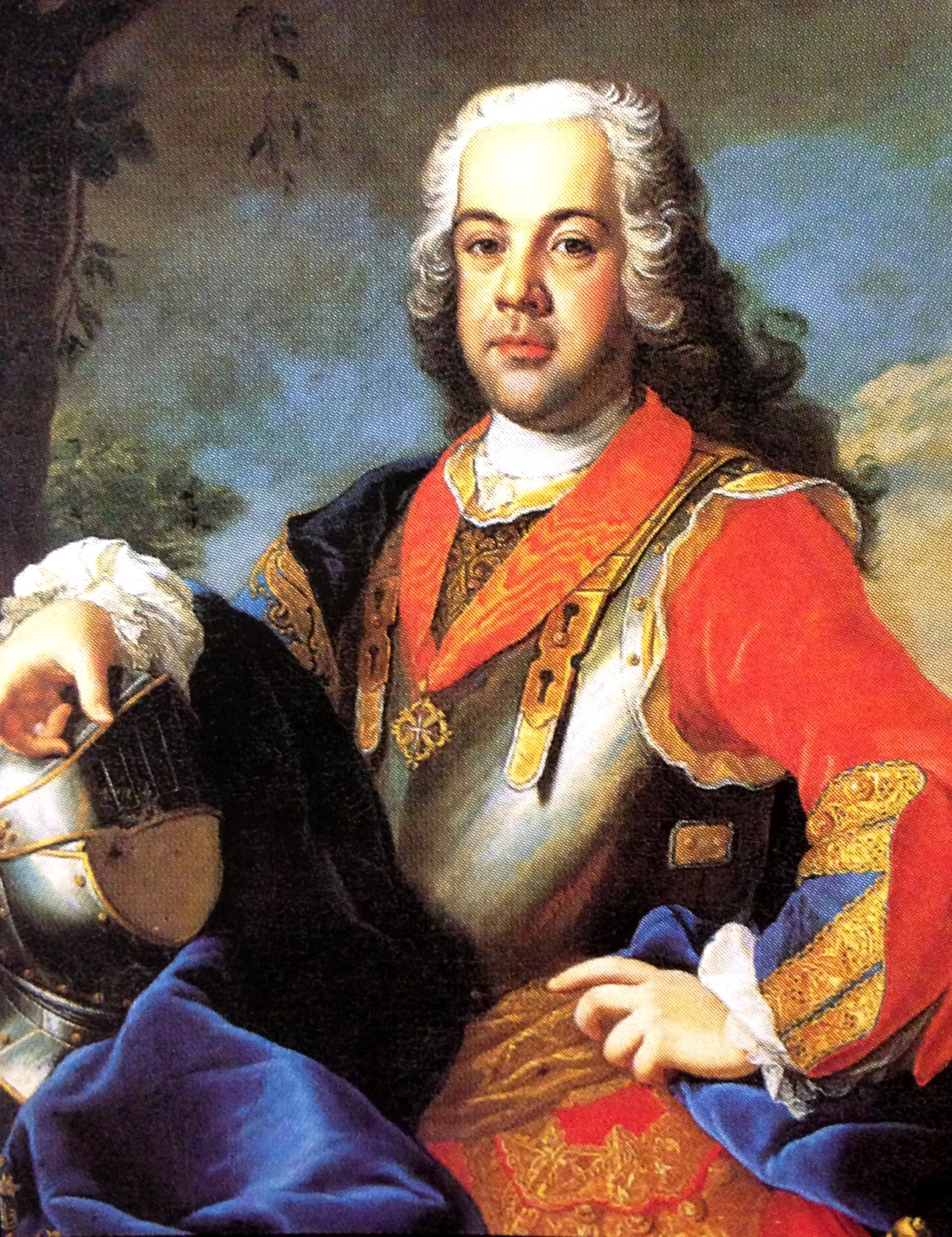
Infante Francisco, Herzog von Beja, befehligte die von Papst Clemens XI. angeforderte portugiesische Armada.

Der Nachfolger von Papst Clemens XI., Papst Innozenz XIII., war von 1697 bis 1710 als Apostolischer Nuntius in Portugal am Hofe Johanns und seines Vaters König Peter II. tätig. Die Zeit von Innozenz XIII. in Portugal soll jedoch die Ursache für seine Abneigung gegen die Jesuiten gewesen sein. Das lag an der immensen Macht, die die Jesuiten am portugiesischen Hof innehatten, und der Zugeständnisse, die sie im gesamten portugiesischen Reich genossen haben. Ein anhaltendes Thema von großer Bedeutung war die langjährige Kontroverse um die christliche Missionierung, die sich hauptsächlich auf die Methoden der Jesuiten in Asien bezog, die größtenteils unter der Schirmherrschaft der Portugiesen standen. Die Entscheidung von Innozenz XIII, den Jesuiten die Fortsetzung ihrer Missionen in China zu verbieten, sorgte am portugiesischen Hof für große Aufregung. Obwohl der Nachfolger Innozenz' XIII., Papst Benedikt XIII., der einzige Papst war, der vom portugiesischen Königshaus abstammte (abstammend von König Dinis I. von Portugal), waren die Beziehungen zu Portugal nicht wärmer als unter seinem Vorgänger. Er geriet somit in Gegensatz zum Heiligen Stuhl, als er versuchte, mehr Einfluss auf die katholische Kirche in Portugal zu gewinnen. Unzufrieden durch die Ablehnung seiner Anträge durch den Vatikan rächte sich Johann 1728 an Benedikt XIII. Er schloss die päpstliche Nuntiatur in Lissabon, rief alle portugiesischen Kardinäle aus Rom zurück und verbot die offiziellen Beziehungen zwischen portugiesischen Untertanen und dem Heiligen Stuhl. Obwohl Benedikt XIII. versuchte, die Probleme durch einen freundschaftlichen Vermittler, König Philipp V. von Spanien, zu lösen, lehnte Johann dies ab.
Ein für Johann bedeutendes Thema betraf den Rang und die Ernennung des Apostolischen Nuntius in Portugal, den der König zur Würde eines Kronkardinals erheben wollte und zu dessen Auswahlprozess er Zugang verlangte. Sowohl Clemens XI. Als auch Innozenz XIII. hatten Johanns Anträge abgelehnt, und Benedikt XIII. hatte es versäumt, eine Einigung auszuhandeln. Erst während des vierten Papsttums unter Johanns Regierung wurde das Problem gelöst, als Papst Clemens XII. 1730 den Forderungen des Königs nachgab und die portugiesische Nuntiatur zu der Würde erhob, die nur Frankreich, Österreich und Spanien innehatten. Johanns letzter Papst und Nachfolger Clemens' XII., Papst Benedikt XIV., hatten eine deutlich bessere Beziehung zum König und gewährten dem König seine gewünschte Anerkennung als rechtmäßiger christlicher Monarch. Erst als der Papst 1748 einwilligte, dem Bischof Lissabons den Titel eines Kardinals und Patriarchen und dem König selbst den Titel „Allergläubigster König“ (o Rei fidelíssimo) zu verleihen, versöhnten sich König und Papst wieder.

### Imperiale Verwaltung
Unter Johanns Regierung gab es in Amerikas einen neuen Aufstieg der portugiesischen imperialen Macht, da die Einnahmen aus Asien und Afrika immer geringer wurden. Unter Johann verzeichnete das portugiesische Reich unter anderem im heutigen Brasilien, Indien, Kenia, Uruguay, Osttimor, Angola und Mosambik territoriale Gewinne.

#### Amerika

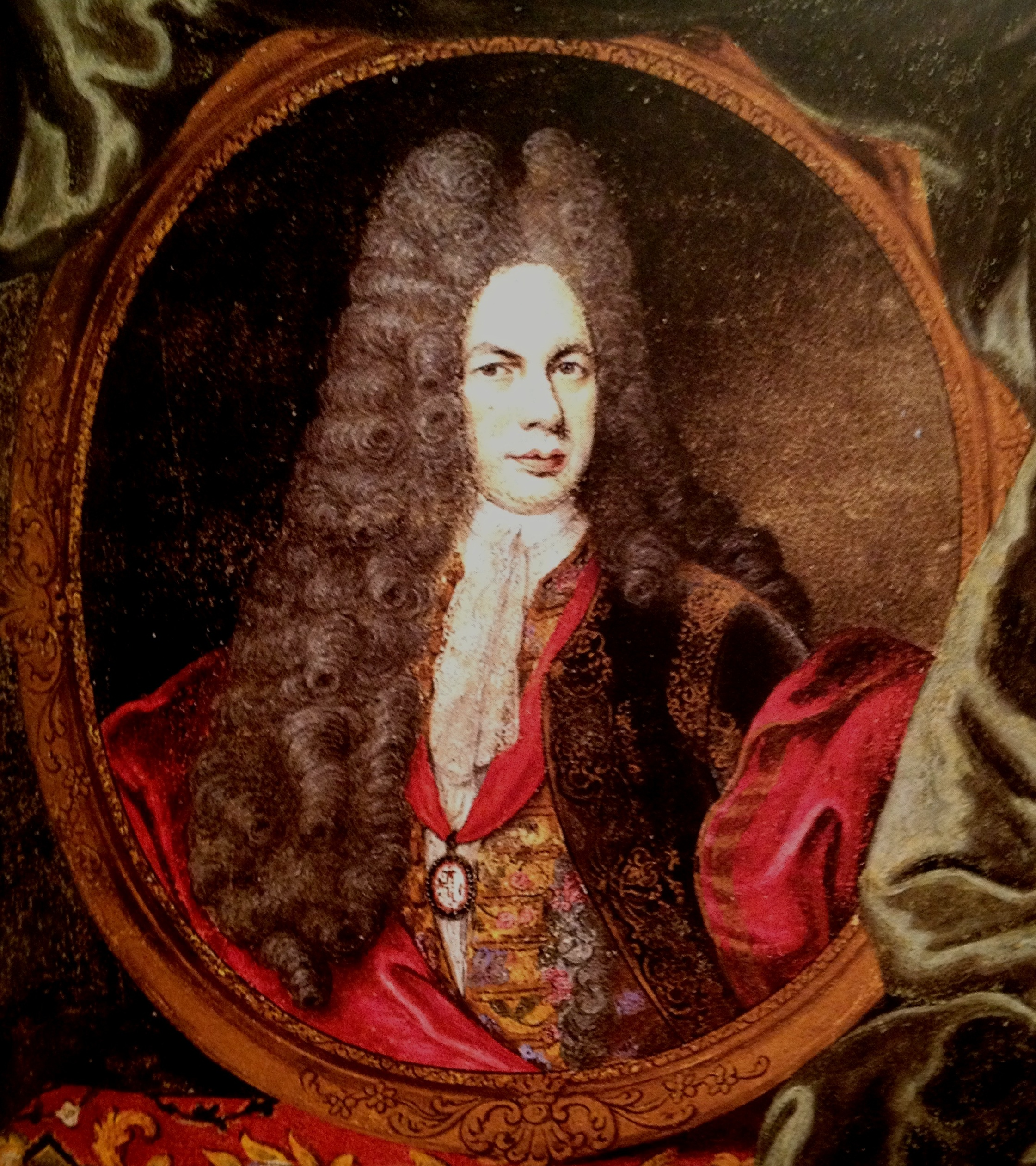
Diplomat Luís da Cunha verhandelte beim Friede von Utrecht über die Annexion Uruguays durch Portugal.

Die Auseinandersetzung mit dem portugiesischen Amerika hatte höchste Priorität in Johanns Verwaltung des portugiesischen Reiches. Die amerikanischen Kolonien Brasilien und Maranhão waren zu wichtigen Quellen des Reichtums für die königliche Schatzkammer geworden, was den Schutz, die Expansion und die gute Regierungsführung des portugiesischen Amerikas für die imperiale Politik in der Johann-Ära von entscheidender Bedeutung machte. Die Ausweitung des portugiesischen Territoriums in Amerika war ebenfalls eine Angelegenheit, das vor allem durch militärische Einfälle von Bandeirantes in das Innere des Kontinents erreicht wurde. Nach dem Vertrag von Utrecht im Jahr 1714 erlangte Portugal auch die Kontrolle über Uruguay zurück und verteidigte es erfolgreich gegen einen Versuch der spanischen Rückeroberung im Spanisch-Portugiesischen Krieg von 1735 bis 1737.
In den 1690er Jahren, in den letzten Regierungsjahren von König Peter II., wurden in Brasilien wertvolle Ressourcen entdeckt: riesige Gold- und Diamantvorkommen. Die Ausbeutung der Vorkommen begann jedoch hauptsächlich in Johanns Regierungszeit mit der Gründung von Bergbauunternehmen, Steuersystemen und einer merkantilistischen Lieferkette, die eine Periode einleitete, die als brasilianischer Goldrausch bekannt war. Das königliche Fünftel wurde als eine Form der Besteuerung von Bergbautätigkeiten eingeführt, bei der ein Fünftel des gesamten Goldes direkt in die Schatzkammer des Königs fließen musste. Um die königliche Autorität zu festigen und gleichzeitig eine effiziente Regierungsführung zu fördern, übernahm Johann die Kontrolle über São Vicente (1709) und Pernambuco (1716) und etablierte eine direkte königliche Regierungsführung in den beiden wertvollsten Provinzen Brasiliens. Im Jahr 1721 befahl Johann die Trennung der Region des intensiven Bergbaus vom Rest von São Vicente und es entstand die autonome Region von Minas Gerais ("allgemeine Mienen"), damit die Kolonialverwaltung die Steuern effektiver eintreiben konnte.

#### Asien

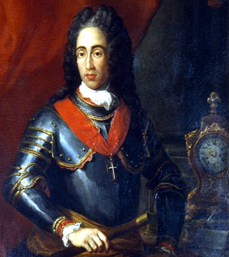
Der 5. Graf von Ericeira diente als Vizekönig von Indien und stellte die portugiesische Dominanz und den portugiesischen Handel wieder her.

Asien war die traditionelle Basis des Reichtums und der Macht des portugiesischen Reiches gewesen, aber seine rückläufigen Renditen machten sich besonders während Johanns Regierungszeit bemerkbar, als Gold und Diamanten aus Amerika nach Lissabon flossen. Das Portugiesisch-Indien, historisch gesehen das "Kronjuwel" des Reiches, war wirtschaftlich eingeschränkt, insbesondere unter der restriktiven Regel der portugiesischen Inquisition in Goa, die den Handel mit nichtchristlichen Kaufleuten verbot. Gleichzeitig war Portugals wichtigster Verbündeter auf dem indischen Subkontinent das Mogulreich, das nach 1707 mit dem Aufstieg des Maratha-Reiches, langjähriger Feinde der Portugiesen, einen drastischen Niedergang erlebte. Portugal erlitt nach der Schlacht von Vasai und der Eroberung von Baçaim durch die Maratha territoriale Verluste, obwohl sich die Größe des portugiesischen Indiens von 1713 bis 1788 in einer als Novas Conquistas (Neue Eroberungen) bekannten Ära verdreifachen würde. Die abnehmende Bedeutung des portugiesischen Indien führte zu zahlreichen administrativen Umstrukturierungen während der Regierungszeit von Johann, einschließlich der Unabhängigkeit des portugiesischen Mosambik von der Herrschaft des Vizekönigs des portugiesischen Indien sowie der Schaffung einer direkten Handelsroute von Portugal zum portugiesischen Macau (heutiges China), was den Stützpunkt im indischen Hafen von Goa ersetzte.

#### Afrika
Die portugiesische Kolonialisierung Afrikas war für Johanns koloniale Prioritäten im Vergleich zu Amerika und Asien weniger wichtig. Kleinere Streitigkeiten mit niederländischen Korsaren, die in den 1720er Jahren Lieferungen von und zur portugiesischen Goldküste blockierten, führten zu einem erfolgreichen portugiesischen Sieg über die Niederländer in kleinen Seeschlachten. Bemerkenswert ist, dass die Spannungen mit Großbritannien im Jahr 1722 zunahmen, als die britischen Streitkräfte in Cabinda (im heutigen Angola) eine Festung errichteten, die seit dem 15. Jahrhundert von den Portugiesen beansprucht und evangelisiert worden war. Als bemerkenswerte seltene Ausnahme von der langjährigen anglo-portugiesischen Allianz befahl Johann Galeonen der Armada do Brasil, nach Cabinda zu entsenden, um entweder das Fort in Besitz zu nehmen oder es und seine Männer zu zerstören, was 1723 zu einem portugiesischen Sieg führte. Portugal eroberte Mombasa (das heutige Kenia) 1728 kurzzeitig zurück, um 1729 erneut die Kontrolle darüber zu verlieren und die letzte Periode der portugiesischen Herrschaft in Mombasa zu beenden.

## Kultur unter Johann

### Bauwerke

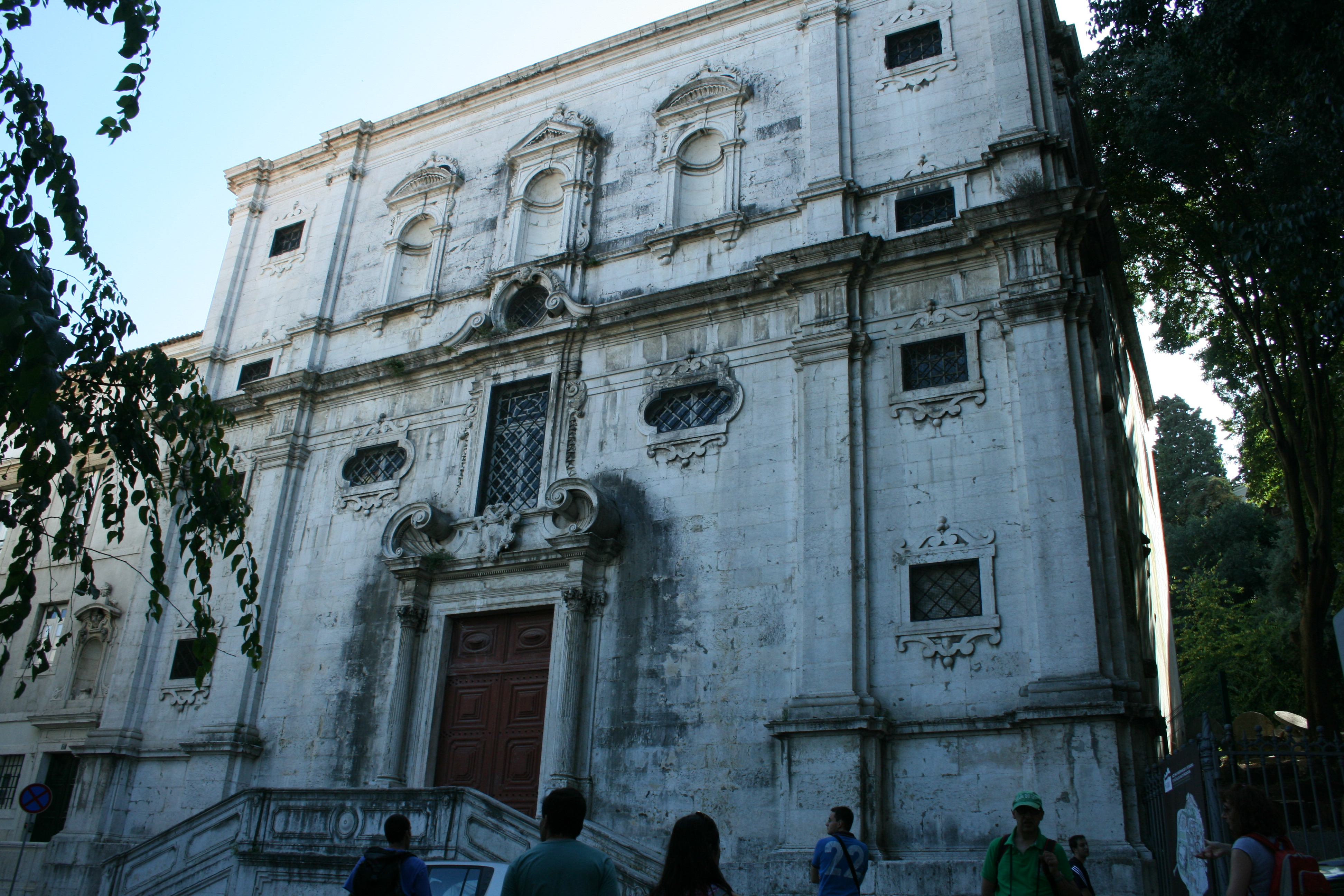
Igreja do Menino Deus

In Europa herrschte zur Zeit Johanns V. der Baustil des Spätbarocks. Der König gab beträchtliche Summen für Bauprojekte aus. Dies galt vor allem für Lissabon, um sozusagen die Hauptstadt der Metropole in ein neues Rom zu verwandeln. Eines der ersten und schönsten Projekte und eines der wenigen, die das Erdbeben von 1755 überstanden haben, ist die 1711 erbaute Igreja do Menino Deus mit seltenem achteckigem Grundriss. Ein weiteres erhaltenes Gebäude war der Palácio e Convento das Necessidades zu Ehren der Nossa Senhora das Necessidades (Unsere Liebe Frau der Bedürfnisse) für das Überleben des Königs bei einer fast tödlichen Herz-Kreislauf-Attacke am 10. Mai 1742.

#### Mafra

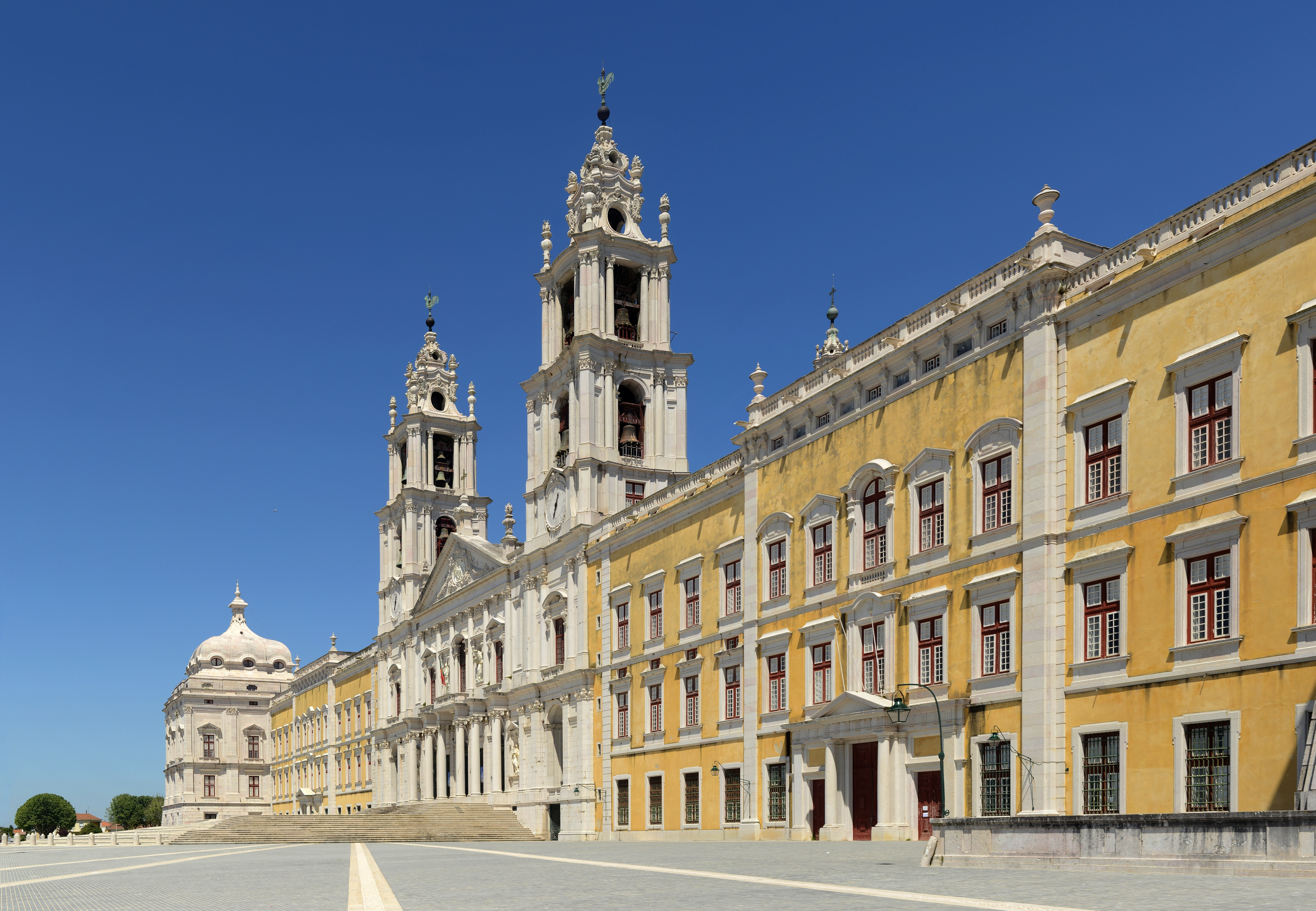
Der königliche Palastkomplex in Mafra wurde von 1717 bis 1755 erbaut, um Johanns Macht und Reichtum zu verdeutlichen.

Johann wird oft als einer der größten Förderer der Künste in der portugiesischen Geschichte bezeichnet, da er zahlreiche Bauprojekte und künstlerische Arbeiten in Auftrag gegeben hat. Das berühmteste und wichtigste Werk des Königs war das Königspalast-Kloster von Mafra. Anfang 1711, nach dreijähriger Ehe mit Maria Anna von Österreich war das Ehepaar immer noch Kinderlos und ohne Erben. Johann machte sich nun allmählich Sorgen um die Zukunft des Hauses Braganza und traf sich mit D. Nuno da Cunha und Ataíde, Hochinquisitor von Portugal. Dieser versicherte dem König, dass Maria Anna ihm bis Ende des Jahres 1711 ein Kind gebären würde, wenn er versprach, ein Kloster für die Franziskaner in Mafra zu bauen. Johann stimmte diesem Vorhaben zu und der Bau begann 1717 nach den Plänen eines bescheidenen Kirchenklosters für 100 Ordensbrüder. In den folgenden Jahren wurden die Pläne jedoch durch den immensen Goldfluss aus den amerikanischen Kolonien Brasilien und Maranhão geändert. Nun wurde das Vorhaben zum bedeutendsten Werk in der Regierungszeit Johanns. Das Kloster entwickelte sich immer mehr zu einem Klosterpalast für 300 Klosterbrüder und für die königliche Familie. Es wurde eine königliche Bibliothek eingerichtet, eine Basilika erbaut und eine große Auswahl an Wohnungen für die königliche Familie geschaffen. Charles de Merveilleux, ein 1726 in Portugal lebender Schweizer Adliger, bemerkte die Größe und den Umfang des Projekts und bemerkte: "König Johann hat beschlossen, ein zweites Escorial zu bauen."

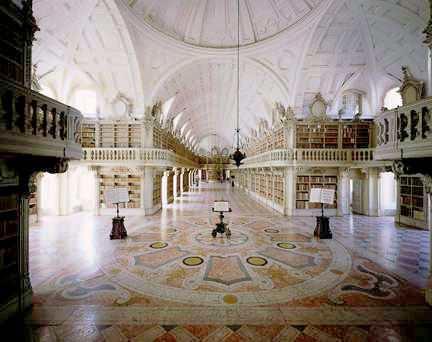
Die königliche Bibliothek im Klosterpalast von Mafra.

Mit den neuen Plänen für einen Palastkomplex wurde das Projekt in Mafra, das dem königlichen Architekten Johann Friedrich Ludwig anvertraut wurde, viel mehr als die Erfüllung eines religiösen Versprechens, sondern eher eine Demonstration monarchischer Macht und Reichtums. Bis 1729 trugen 15.470 Arbeiter aus ganz Portugal und seinen Kolonien mit insgesamt 6.124 Infanteristen und Kavalleristen zum Bau des Palastes bei. In diesem Jahr waren insgesamt 21.594 Personen am Bauprozess und an der Baustelle beteiligt. Während der Großteil des Palastes bis 1730 fertiggestellt war, war Johann so begeistert von diesem Projekts, dass er die Fertigstellung unbedingt vorantreiben wollte. Er schrieb somit allen Bewohnern der Dörfer Mafra und Ericeira vor, im Palast zu arbeiten. Sollte einem das nicht möglich sein, brauchte er eine Erlaubnis und diese bekam man nur unter außergewöhnlichen Umständen. In Bezug auf die üppigen Kosten des Palastkomplexes bemerkte Merveilleux, dass „drei Viertel der königlichen Schatzkammer und fast das gesamte Gold, das die Flotten aus Brasilien mitgebracht hatten, hier in Mafra in Stein verwandelt wurden“.
Mafra wurde nun zum Denkmal für die königliche Macht, obwohl es niemals Sitz eines Königs werden würde, sondern eher als Vergnügungspalast fungierte. Johann ließ zahlreiche Opern, Komödien und Serenaden im Palast mit großem Pomp feiern, und sein riesiger Besitz wurde für die kommenden Jahrhunderte zum bevorzugten Jagdrevier der königlichen Familie. Der König begann auch ab 1732, seinen Geburtstag jährlich in Mafra zu feiern. Johann beherbergte eine der größten und prächtigsten Bibliotheken Europas mit über 36.000 Bänden aus dem 14. bis 18. Jahrhundert im Palast. Die Arbeiten in Mafra wurden bis 1755 fortgesetzt, als die Verwüstung durch das große Erdbeben von Lissabon so viele Arbeiter wie möglich für den Wiederaufbau der Stadt benötigte.

#### Projekt von Filippo Juvarra für den Königspalast von Lissabon

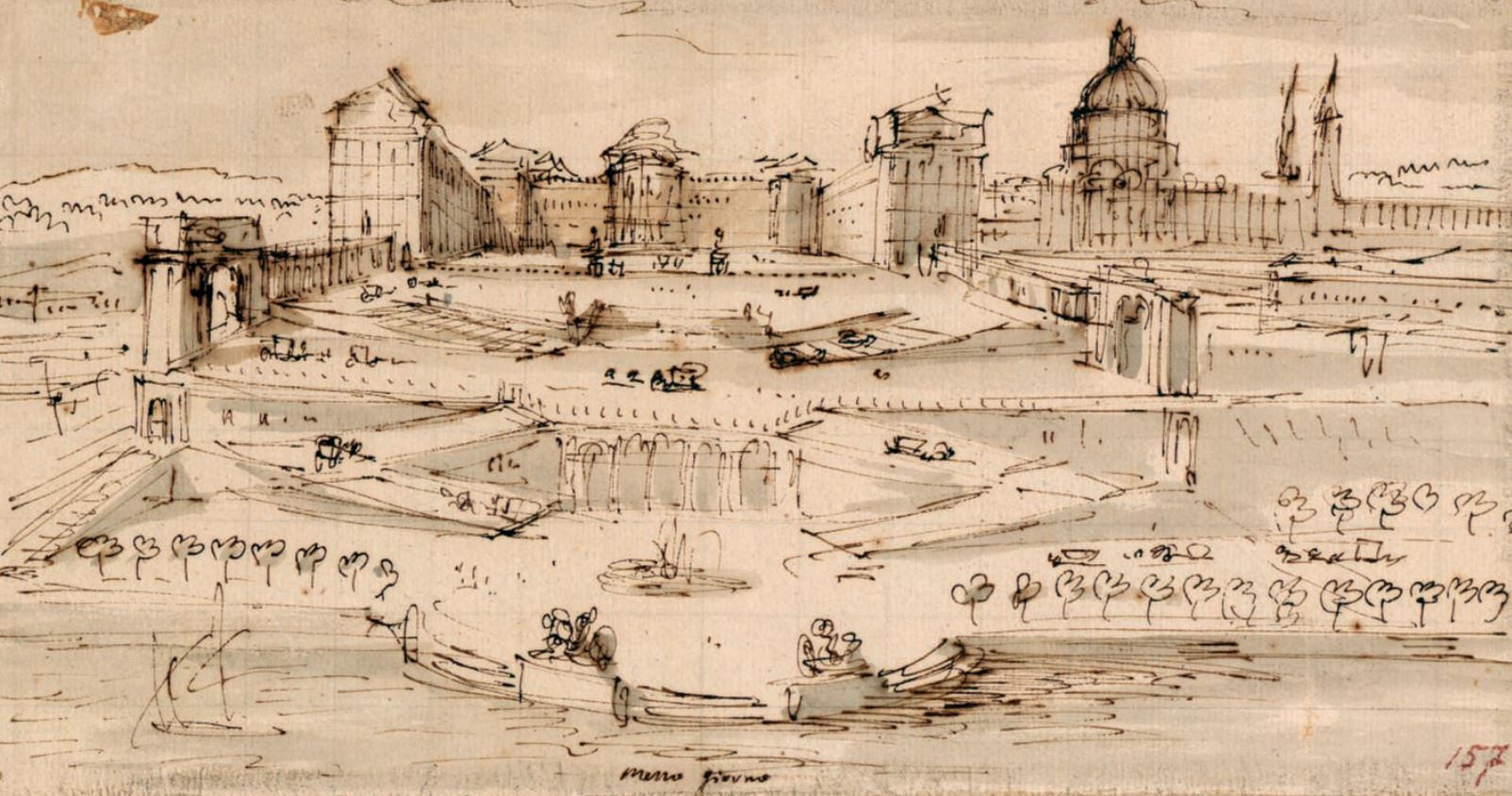
Entwurf des von Filippo Juvarra in Lissabon geplanten Palastkomplexes für König Johann V.

Zu Beginn der Regierungszeit Johanns V. gab es mehrere Überlegungen zum möglichen Bau eines prächtigen Königspalastes und einer patriarchalischen Kathedrale, die der Heiligen Maria von Portugal gewidmet war. Das Projekt sollte ein Symbol für die Macht des großmütigen Monarchen darstellen. Der Bauort wäre entweder in einem Flussgebiet westlich des Terreiro do Paço, (genannt "Buenos Aires"), oder direkt auf dem Terreiro do Paço liegen. Die ersten Studien wurden vom italienischen Architekten Filippo Juvarra in Auftrag gegeben, der im Januar 1719 in Lissabon ankam und bis Juli dieses Jahres an den Entwürfen arbeitete. Während seines Aufenthalts machte er auch Pläne für die Schaffung eines monumentalen Leuchtturms an der Tejo-Mündung.
Die Wahl des Standortes durch den Architekten und die Größe und der architektonische Stil des geplanten Gebäudes, der vom Petersdom im Vatikan inspiriert war führten jedoch dazu, dass der Staatssekretär des König, Diogo de Mendonça Corte-Real, das Projekt als größenwahnsinnig abtat. Aus diesem Grund beschloss Johann V., in einen Wiederaufbau des Paços da Ribeira (Königlicher Ribeira-Palast) in Terreiro do Paço zu investieren, der das Erdbeben von Lissabon von 1755 nicht überstanden hatte.

## Gesellschaft

### Der Adel
Die Regierungszeit von König Johann V. war in Bezug auf den Adel relativ stabil. Insgesamt gab es ungefähr fünfzig betitelte Adelshäuser, die alle noch derselben Elite angehörten und die alle noch ihre alten Befugnisse und Vorrechte behielten. Dank des Goldes Brasiliens war es dem König immer noch möglich, den höchsten Adel zu belohnen, so dass er dem Monarchen immer treu ergeben war. Die portugiesische Gesellschaft unter Johann V. war in jeder Hinsicht eine typische Gesellschaft des Ancien Régime.

#### Zurückhaltung bei der Vergabe von Titeln
Ein außergewöhnlicher Aspekt der Regierung von Johann V., in der sich Portugal von den wichtigsten europäischen Königreichen abhebt, war die Zurückhaltung bei der Verteilung von Adelstiteln durch den Monarchen.
In allen europäischen Königreichen gab es in dieser Zeit eine enorme Inflation des Adels: Monarchen erhöhten die Zahl der Adligen mit Titeln erheblich und verliehen sie häufig als Belohnung. Im benachbarten Spanien gab es beispielsweise im Jahr 1621 144 und 1700 schon 528 Adelshäuser. Dieser Trend setzte sich während der Zeit Johanns V. fort: 1787 gab es 654 Häuser mit Titeln – fünfmal so viele wie 150 Jahre zuvor. In Großbritannien geschah dasselbe: von 55 Titeln im Jahr 1603 bis zu 173 Häusern mit dem Titel im Jahr 1700; und im Jahr 1800 gab es 267 Häuser mit Titeln – fünfmal so viele wie zweihundert Jahre zuvor.
In Portugal erfolgte diese Entwicklung nicht. Im Jahr 1640, zum Zeitpunkt der Restaurierung der portugiesischen Unabhängigkeit, gab es 56 Adelstitel. Infolge der Krönung Johanns IV. wurden einige Titel von Anhängern der spanischen Herrschaft widerrufen, und Anhängern der portugiesischen Unabhängigkeit wurden neue Titel verliehen. Mit dem Ende des Restaurationskriegs im Jahr 1668 gab es 1670 in Portugal nur noch 50 Titel. Im Jahr 1700 ändert sich die Zahl auf 51. Im Jahr 1730, mitten in der langen Regierungszeit von Johann, war diese Zahl immer noch dieselbe (51); 1760, zu Beginn der Regierungszeit von Joseph I., war sie auf 48 gesunken. Selbst 1790 betrug die Zahl der in Portugal betitelten Häuser nur 54 – weniger als 150 Jahre zuvor.
Johann V. verlieh wie sein Vater Peter II. und sein Sohn Joseph I. selten Adelstitel. Mit der gleichen Geschwindigkeit, wie sie vergeben wurden, erloschen andere Titel – normalerweise aufgrund mangelnder Nachfolge. Diese Zurückhaltung der Monarchen ist noch auffälliger, wenn man die Belobigungen von militärischen Befehlshabern betrachtet. Vor der Restauration gab es mehr als 400 Kommandeure der verschiedenen Orden. Beim Tod von Johann V. hatte sich diese Zahl auf etwas mehr als die Hälfte verringert.
Diese außerordentlich Zurückhaltung, die völlig im Gegensatz zu dem stand, was im übrigen Europa zu sehen war, bedeutete, dass es nur wenige Möglichkeiten gab, sich in der Gesellschaft zu profilieren.

## Sonstiges

Die persönliche Flagge König Johanns V.

Unter Johann wurde in Portugal der Absolutismus eingeführt, nachdem die Cortes, die portugiesische Ständeversammlung, über die der Adel ursprünglich an der Regierung beteiligt war, schon seit 1696 nicht mehr einberufen worden waren. Johann V. wurde als fähiger Staatsmann, hochgebildet und vielseitig interessiert, geschildert, der sich Ludwig XIV. von Frankreich zum Vorbild nahm. Wie in Frankreich kümmerten sich auch in Portugal die Adligen nicht mehr um ihren Landbesitz und sanken zu reinen Höflingen ab. Sein Reichtum, den der König in der Tradition anderer absolutistischer Könige in Bauten zu seinem Ruhm anlegte – Klosterpalast von Mafra, Universitätsbibliothek von Coimbra, Aquädukt von Águas Livres in Lissabon – stammte aus dem brasilianischen Goldhandel.
Unter Johann erlebte das Land ein „zweites goldenes Zeitalter“, von dem viele der vom König errichteten Prunkbauten heute noch künden.
Die Abhängigkeit vom permanenten Zustrom von Gold aus Brasilien und die verschwenderische Hofhaltung trugen jedoch auch zum wirtschaftlichen Verfall des Landes bei.
Unter Johann nahm die Tätigkeit der Inquisition wieder zu, wendete sich aber nunmehr unter dem Einfluss der institutionalisierten akademischen Medizin vor allem gegen Volksheiler und vermeintliche Hexen.

## Familie
Johann V. heiratete am 27. Oktober 1708 in Lissabon Erzherzogin Maria Anna von Österreich (1683–1754), eine Tochter des römisch-deutschen Kaisers Leopold I. und der Eleonore Magdalena von Pfalz-Neuburg. Mit ihr hatte er folgende Kinder:

Das Wappen der portugiesischen Könige von Johann II. bis Manuel II.

- Maria Bárbara (* 4. Dezember 1711; † 27. August 1758) ⚭ 1729 König Ferdinand VI. von Spanien
- Peter (* 19. Oktober 1712; † 29. Oktober 1714)
- Joseph I. (* 6. Juni 1714; † 24. Februar 1777)
- Karl (* 2. Mai 1716; † 29. März 1736)
- Peter III. (* 5. Juli 1717; † 25. Mai 1786) ⚭ 1760 Maria I. von Portugal
- Alexander Franz Joseph Antonius Nikolaus (* 24. September 1718; † 12. August 1728)
- Josephine (* 1720; † 1801)

Außerdem hatte er noch mehrere nichteheliche Kinder, darunter
- Gaspar (* 8. Oktober 1716; † 18. Januar 1789), Erzbischof von Braga
- Josef (* 1720), Großinquisitor von Portugal